# Balmaceda
Balmaceda Peckham & Peckham, 1894 è un genere di ragni appartenente alla Famiglia Salticidae.

## Etimologia
Il nome deriva dalla città omonima Balmaceda, della regione di Aysén, nel Cile meridionale.

## Distribuzione
Le 9 specie oggi note di questo genere sono diffuse in America meridionale e centrale: ben tre specie sono endemiche di Panama e altre tre del Brasile; l'unica specie rinvenuta in più località è la B. picta, presente dal Guatemala a Panama.

## Tassonomia
A dicembre 2010, si compone di nove specie:
- Balmaceda anulipes Soares, 1942 — Brasile
- Balmaceda biteniata Mello-Leitão, 1922 — Brasile
- Balmaceda chickeringi Roewer, 1951 — Panama
- Balmaceda modesta (Taczanowski, 1878) — Perù
- Balmaceda nigrosecta Mello-Leitão, 1945 — Argentina
- Balmaceda picta Peckham & Peckham, 1894[2] — dal Guatemala a Panama
- Balmaceda reducta Chickering, 1946 — Panama
- Balmaceda turneri Chickering, 1946 — Panama
- Balmaceda vera Mello-Leitão, 1917 — Brasile

### Specie trasferite
- Balmaceda peckhami Bryant, 1940; trasferita al genere Hentzia Marx, 1883, con la denominazione provvisoria di Hentzia peckhami (Bryant, 1940); a seguito di uno studio dell'aracnologo Richman del 1989, è stata riscontrata la sinonimia di questi esemplari con Hentzia tibialis Bryant, 1940[1].
- Balmaceda tristis Mello-Leitão, 1945; trasferita al genere Cotinusa Simon, 1900, con la denominazione provvisoria di Cotinusa tristis (Mello-Leitão, 1945); a seguito di uno studio dell'aracnologa Galiano del 1963, è stata riscontrata la sinonimia di questi esemplari con Cotinusa trifasciata (Mello-Leitão, 1943)[1].

### Nomina nuda
- Balmaceda estebanensis Simon, 1903; sono esemplari non sufficientemente descritti dall'autore, da considerarsi nomina nuda[1].
- Balmaceda variegata Simon, 1903; sono esemplari non sufficientemente descritti dall'autore, da considerarsi nomina nuda[1].